# ياسين الحاج صالح
ياسين الحاج صالح هو كاتب وناقد وباحث ومترجم سوري معارض، وسجين سياسي سابق. ولد في مدينة الرقة عام 1961، واعتقل عام 1980 بتهمة الانتماء إلى تنظيم شيوعي ديمقراطي معارض. ينشر في العديد من الصحف والمجلات العربية، منها الحياة، السفير، الآداب وغيرها. ويعتبر من أهم الكتاب والمنظرين السوريين في قضايا الثقافة والعلمانية والديمقراطية وقضايا الإسلام المعاصر، وله تأثير واسع في الساحة الثقافية السورية والعربية.
متزوج من سميرة خليل، وقد غادر الأراضي السورية في تشرين الأول 2013 ويعيش حالياً في إسطنبول.

## دراسته
تخرّج من الثانوية ونال الدرجة الأولى على مدينة الرقة في الثانوية العامة. دخل كلية الطب البشري في جامعة حلب في العام الدراسي 1977-1978، واعتقل في السنة الثالثة حين كان عمره 19 سنة، وغاب في السجون السورية 16 سنة، ليعود إلى الكلية في أيار 1997 ويواصل دراسته للطب ويتخرج من الكلية عام 2000. لم يتخصص الحاج صالح في الطب لأنه بعد اعتقاله حُرم من الحقوق المدنية وبالتالي من راتب الدراسات العليا الذي توفره الجامعة لمتخصصي الطب، وهو لا يعمل بالطب لأنه يفضّل العمل بالثقافة، إضافة إلى عدم قدرته على امتهان الطب لعدم تخصصه.

## حياته السياسية
انضم إلى الحزب الشيوعي السوري - المكتب السياسي (جناح رياض الترك) في فترة مبكرة.كان من تيار اليسار الديمقراطي وكان اعتقاله على خلفية ذاك الانتماء. قضى في سجون السلطات السورية 16 سنة من شبابه، وبقي دون محاكمة حتى عام 1994، ثم حكمت عليه محكمة أمن الدولة بـ15 عاماً، ثم قضى عاماً إضافياً دون وجه قانوني. «تخرج» من السجن وآثر العمل في الكتابة الصحفية كمهنة. بدأ الكتابة عملياً عام 2000 وتفرّغ لها تماماً في نهاية ذلك العام. عمل مراسلاً لمجلة الآداب وكتب في عدة صحف عربية مهمة.
ممنوع من السفر منذ عام 2005.
يعتبر من المثقفين العرب العضويين ومن أكثر الكتاب تواصلاً مع الشباب عبر الفيسبوك والإنترنت. ومع اندلاع أحداث الانتفاضة السورية عام 2011، اعتبر ياسين الحاج صالح من منظّري الحراك الشعبي السوري الرئيسيين، وأدلى بعدة تصريحات قوية على القنوات الفضائية ومن خلال حوارات صحفية كثيرة معه. وقد رفض الدخول في المعارضة كسياسي معارض لانشغاله بالتغطية الفكرية للثورة السورية. وهناك من يعتبره أحد الناشطين البارزين في الحراك الشعبي ولجان التنسيق المحلية من موقعه كمواطن ومثقف. ولعل مقالاته، التي ما برح يكتبها في مخبئه السرّي، مثلت فسحة للتأمل والتحليل والقراءة الهادئة لأبعاد الثورة ووقائعها. وقد أطل بها عبر الإنترنت سلاحاً وحيداً في عزلته، وبات ينتظرها كثيرون من القراء، تبعاً لما تتميز به من عمق وجرأة.
في آذار 2012 ساهم ومجموعة من الكتاب والباحثين السوريين الشباب في تأسيس مجموعة الجمهورية لدراسات الثورة السورية، التي تحولت إلى منبر ثقافي وفكري لتغطية الشأن السوري خلال الثورة المديدة.
غادر دمشق إلى الغوطة الشرقية بعد عامين من انطلاقة الثورة السورية ومتابعتها من العاصمة، ليعيش حوالي ثلاثة أشهر في دوما قبل أن ينتقل إلى الرقة، التي كان قد احتلها تنظيم الدولة الإسلامية في العراق والشام ما أجبره على متابعة التخفي إلى أن غادر إلى إسطنبول حيث يقطن حالياً.

## آراؤه
يعتبر ياسين الحاج صالح كاتباً ليبرالياً ديمقراطياً، ذا توجهات يسارية غير أيديولوجية، وهو الأبرز من بين الناقدين للنظام السوري ومن المتناولين لشأن الإسلام السياسي.

### العروبة والإسلام
يثق الحاج صالح بالثقافة العربية، ويعتقد أن من شأن جهود تبذل في المجال الثقافي أن تكون مثمرة أكثر مما في أي مجالات أخرى. «لدينا ثقافة تاريخية كبرى متكونة حول دين عالمي. هذه ميزة عظيمة، لكنها تحد تاريخي جسيم. أعتقد أن نهضة متجددة لثقافتنا مشروطة بمواجهة المشكلة الدينية، أو -الغول الديني-، وبأنسنة هذا الغول. وعبر الاضطلاع بهذا التحدي الذي أرى أنه ممر إجباري نحو التجدد الثقافي يمكن لثقافتنا أن تحوز مطمح الإسلام العالمي، لكن على أسس دنيوية، ومع تحرير كل أبعاد وطاقات الإنسان، الجمالية والأخلاقية والمعرفية. أعتقد أن هذا هو صراع هذا القرن الحادي والعشرين».
يدافع الحاج صالح عن حق الإسلاميين في الحياة السياسية، ويعتبرهم أقرب إلى مجتمعاتهم من نظم الطغيان الحاكمة، ودعا إلى تطوير الفكر الإسلامي والحياة الدينية والروحية في بلاده. وهو يرى أن الإصلاح الإسلامي يشمل عمليتين: داخلية وخارجية. والخارجية هي المعني بها عموم العرب والمسلمين، ولا سيما الحداثيون والعلمانيون منهم، ويرى ضرورة فصل الدين عن السيادة (وليس السياسة)، أي منعه من احتكار الولاية العامة أو ممارسة الإكراه؛ بينما الإصلاح الداخلي هو التجديد الذي يقوم به مسلمون مؤمنون من داخل المؤسسة الدينية. يدعو إلى تقوية المؤسسة الدينية بدل إضعافها لأن إضعافها حسب رأيه يعني تشتت الفتاوى وانتشار الفوضى الفكرية، بينما تقويتها ضمانة لها من أن تتسلط عليها الدولة كما حدث في التاريخ الإسلامي. يعتبر الإسلام ظاهرة مركبة ومختلطة، فالإسلام دين وعقيدة إيمانية؛ وهو كذلك يعرّف كأمة وعالم ثقافي ورمزي واسع؛ وأيضاً هناك مقاربات للإسلام تعرفه كدولة وقيادة وولاية عامة. كما أنه يفرق بين إسلام ثقافي ينتمي إلى فضائه جميع العرب والمسلمين، بما في ذلك العلمانيين؛ وإسلام اجتماعي له عمق في المجتمعات العربية؛ وإسلام سياسي؛ إضافة إلى الإسلام الدين.

### الواقع والتغيير
للحاج صالح نظرية عن «الغيلان الثلاثة» في العالم العربي المعاصر: الأنظمة العربية؛ الإسلام؛ الغرب. ويعتبر أن العرب منقسمون بين هؤلاء الثلاثة، وأن كلاً منهم يتحمل جزءاً من مسؤولية الواقع العربي.
يحيل وفقاً لذلك إلى نموذجين للتغيير من أجل التخلص من الواقع العربي: التغيير السياسي، ويشمل التخلص من الطغم الحاكمة وأنظمة الاستبداد، نحو أنظمة ديمقراطية تحترم حقوق الإنسان وإرادات الشعوب، وتؤسس على حرية المواطنين، وهذا التغيير السياسي هو السريع والمستعجل؛ والتغيير الثقافي، الذي يشمل عمليات الإصلاح الديني ومواجهة الأصولية وترسيخ التعددية وقيم الحداثة والمساواة والديمقراطية بين المواطنين، والعمل على إنتاج ثقافي وتطوير الفكر والعقل العربيين، وهذا التغيير الثقافي بطيء ولا بد أن يسبقه، أو يدعمه، التغيير السياسي والتحول الديمقراطي. كما ينضمّ إلى التغيير السياسي الاستقلالية السياسية عن النفوذ الغربي في الشرق الأوسط والوطن العربي، كمنطقة من أكثر المناطق تدويلاً في العالم، وينضمّ إلى التغيير الثقافي الاستقلالية الفكرية عن الفكر الغربي، والكفّ عن التبعية الثقافية.

### العلمانوية
ينتقد أيضاً الأصولية العلمانية، أو العلمانية الشعبوية، والثقافوية، التي تتمثل في تعالي بعض المثقفين على المجتمع واتهامه بالظلامية من قبل كثير منهم، ويعتبر أن الدين لا يمكن أن يكون المعرّف الوحيد الذي يتم به تعريف مجتمعاتنا، فالظروف السياسية والاجتماعية والدولية جزء أساسي من الواقع العربي ويجب أن يتناولها التحليل ويبرز أثرها على الحياة وعلى الدين. يعتبر أن التمركز حول الدين، والقول بأن «الإسلام هو المشكلة» لا يمكن أن يفيد شيئاً، وبالتالي وقف ضد شيطنة الدين وتحميله كل مسؤوليات التخلف واعتبره ضحية في كثير من الأحيان: «ليس الإسلام هو الحل، ولكنه ليس هو المشكلة أيضاً».

### الثورة السورية
إلا أن عمله الأبرز كان نقده الرصين لسياسات النظام السوري الأسدي منذ بدئه في الكتابة عام 2000 وحتى اندلاع الثورة السورية عام 2011، وقد كتب في الداخل السوري مقالات هامة جمع أبرزها في كتاب سوريا من الظل. وكان من أشهر ما قاله في أحداث الثورة أن «النظام هو المركّب السياسي الأمني المالي، أي الرئيس وأخيه والمخابرات ورؤساء أجهزتها وكبار ضابطها، وأصحاب المليارات من أبناء المسؤولين السابقين واللصوص الرسميين ومحاسيبهم»، وأن النظام غير قادر على تقديم مبادرة سياسية تهدد قضيته الأساسية وهي «الحكم إلى الأبد»، وليس فلسطين ولا الاستقرار كما يقول عن نفسه.

## صدر له
إضافة للمقالات الأسبوعية والدراسات المتفرقة، صدر له عام 2010 دراسة بعنوان سوريا من الظل: نظرات داخل الصندوق الأسود عن دار جدار للثقافة والنشر، ويتناول فيه قضايا مستجدة في الداخل السوري معظمهما متمحور حول نمط ممارسة السلطة وحول تجديد التفكير في الشأن الوطني.
كما صدر له عام 2011 عن دار الساقي كتاب أساطير الآخرين: نقد الإسلام المعاصر ونقد نقده، الذي يساجل فيه تيارات الإسلام السياسي ويطرح أسئلة استشكالية عن جملة القضايا الفكرية والسياسية والأخلاقية التي يطرحها وضع «الإسلام» في العالم المعاصر.
وفي 2012 صدر له كتاب السيرة على قدم واحدة عن دار الآداب، وهو كتاب آخر يتناول قضايا متفرقة في الشأن السوري ويدور معظمهما حول نقد الخطاب الرسمي وممارسات نظام الأسد، إضافة إلى تاريخ سوريا ووضعها الإقليمي وواقعها الاقتصادي والاجتماعي وديمقراطيتها المنشودة وسؤال هويتها الوطنية.
وفي 2012 أيضاً صدر له عن دار الساقي كتاب بالخلاص يا شباب!، عن 16 عاماً في السجون السورية، طرح فيه تأملاته العميقة التي راودته في المعتقل وبعد المعتقل وكيف استطاع ترويض وحش السجن وتحويله إلى تجربة انعتاق حقيقية، «انعتاق عبر الصراع مع السجن ومع النفس ومع الغير، وعبر التعلم من الرفاق ومن الكتب».

## تكريمه
في أيلول 2012 حاز الكاتب المعارض المتواري عن أنظار السلطات في دمشق منذ اندلاع الاحتجاجات في بلاده على جائزة الأمير كلاوس، إحدى أهم الجوائز الأوروبية التي تكافئ المفكّرين والكتّأب في البلدان التي تعاني «نقصاً في فرص الحرية» وفق نظامها. وفي مخبئه السرّي، في المنفى المفروض عليه داخلياً هرباً من قمع السلطة وخوفاً من التعرّض للخطف أو السجن والقتل، تلقّى الكاتب المعارض خبرَ هذا الفوز بالجائزة الهولندية التي مُنحت سابقاً للشاعر محمود درويش وأسماء ومنظمات أخرى، عربية وعالمية. جاءت هذه الجائزة لترفع كثيراً من الغبن الذي حلّ بهذا الكاتب والمفكّر، بعدما عانى طويلاً داخل السجون السورية، واضطُهد ولوحق وعُذّب، مثله مثل سجناء الرأي، وما أكثرَهم في ظل نظام حزب البعث.
كتب الحاج صالح على صفحته في فيسبوك «شكرا يا أصدقاء على التهنئة بجائزة الأمير كلاوس. الحقيقة أن الجائزة إشارة احترام للثورة السورية وتكريم للشعب السوري. الكفاح البطولي لشعبنا من أجل الحرية هو الذي فرض على العالم أن يلتفت إلينا ويشعر بنا ويقف معنا.. أتشرف أن أهدي الجائزة لأرواح شهداءنا، لحمزة وهاجر وتامر وغياث وباسل ولين والمقدم حسين الهرموش... وفوق 24 ألف شهيد آخرين، سوريين وفلسطينيين. ولأسرانا، محمد ويحيى ووائل ومازن درويش وحسين وعروة... وعشرات ألوف الآخرين».
واعتبر بعض المثقفين أن هذه الجائزة هي انتصار لوجه ثقافي وخط ثقافي معين ضد خط آخر، انتصار المثقف النقدي المنحاز لشعبه على المثقف النخبوي المتملص من شعبه. فهناك مثقف يسعى لتكريس ذاته عبر الظهور بمظهر القادم من البلاد المتخلفة ومثقف يسعى إلى تكريس شعبه عبر الالتحام به؛ مثقف يخدع العالم عبر تشويه صورة شعبه لتجميل صورته ومثقف يؤمن بشعبه ويرى صورته في صورته ونضاله من نضاله.